# Carmonita
Carmonita es un municipio y localidad española de la provincia de Badajoz, en la comunidad autónoma de Extremadura. El término municipal tiene una población de 520 habitantes (INE 2024).

## Geografía
Está situada cerca de la frontera de las dos provincias extremeñas. Pertenece a la comarca de Tierra de Mérida-Vegas Bajas y al partido judicial de Mérida.

## Historia
No se conoce con exactitud la fecha de su fundación, pero debió ser sobre el año 739 d. C. La fundaron moros procedentes de Carmona, de donde le viene su nombre. En el año 852 d. C. se levanta en Mérida en rebelión un moro con título de Rey. Se producen ciertas batallas y algunos moros procedentes de Andalucía ocupan entre otros los sitios de Cordobilla, Carmonita, Carija, Ureña ..., pertenecientes al término de Mérida.
A la caída del Antiguo Régimen la localidad se constituyó en municipio constitucional en la región de Extremadura. Desde 1834 quedó integrado en el partido judicial de Mérida. En el censo de 1842 contaba con 57 hogares y 171 vecinos. Hacia mediados del siglo XIX, el lugar tenía contabilizadas 51 casas. Aparece descrito en el quinto volumen del Diccionario geográfico-estadístico-histórico de España y sus posesiones de Ultramar de Pascual Madoz de la siguiente manera:

CARMONITA: l. con ayunt. en la prov. de Badajoz (15 leg.), part jud. de Mérida (4), aud. terr. de Cáceres (7), dióc. de San Marcos de Leon (Llerena 17), c. g. de Estremadura: sit. en un cerro de poca elevacion, dominado al O. por otro cerro llamado la Gineta, combatido por todos los aires: clima caloroso, y enfermedades intermitentes y pulmonias: tiene 51 casas de un solo piso, de 3 1/2 varas de altura, en dos calles limpias por ser su suelo de pizarra nacida naturalmente: hay casa de ayunt., cárcel y pósito, bajo un mismo edificio; igl. aneja á la parr. de Cordovilla, dedicada á Sta. Maria Magdalena, servida por un teniente de fija residencia, y en los afueras dos pozos para el uso de los vec. y el cementerio. Confina el térm. por N. con el de casas de D. Antonio (Cáceres); E. Alcuescar; S. Aljucen; O. Cordovilla, á dist. de 1/4 leg. por todos los puntos, y comprende mucho monte alto y bajo, una deh. de propios de encina y alcornoque, que mantiene 700 cab. de ganado lanar y un buen plantío de olivos; le baña la ribera llamada también Carmonita que corre en direccion de E. á O.: el terreno es quebrado, estéril y de mala calidad: los caminos trasversales, y en estado regular; el correo se recibe en Mérida por un comisionado: prod.: granos en corta cantidad, y aceite; se mantiene algun ganado cabrio, lanar, vacuno y colmenas, y se cria mucha caza de todas clases: pobl.: 57 vec., 171 alm., cap. prod.: 1.049,700 rs., imp. 55,501, contr. 2,997 11. presupuesto municipal 3,371, del que se pagan 1,800 al secretario por su dotacion, y se cubre con el producto de propios que consiste en la deh. de este nombre, que se disfruta por mitad con el pueblo de Cordovilla y las yerbas del egido comun.
(Madoz, 1846, p. 576)

## Demografía
Carmonita cuenta con una población de 520 habitantes (INE 2024).
| Gráfica de evolución demográfica de Carmonita entre 1842 y 2021                                                       |
| |
| Población de derecho según los censos de población del INE. Población de hecho según los censos de población del INE. |

## Patrimonio

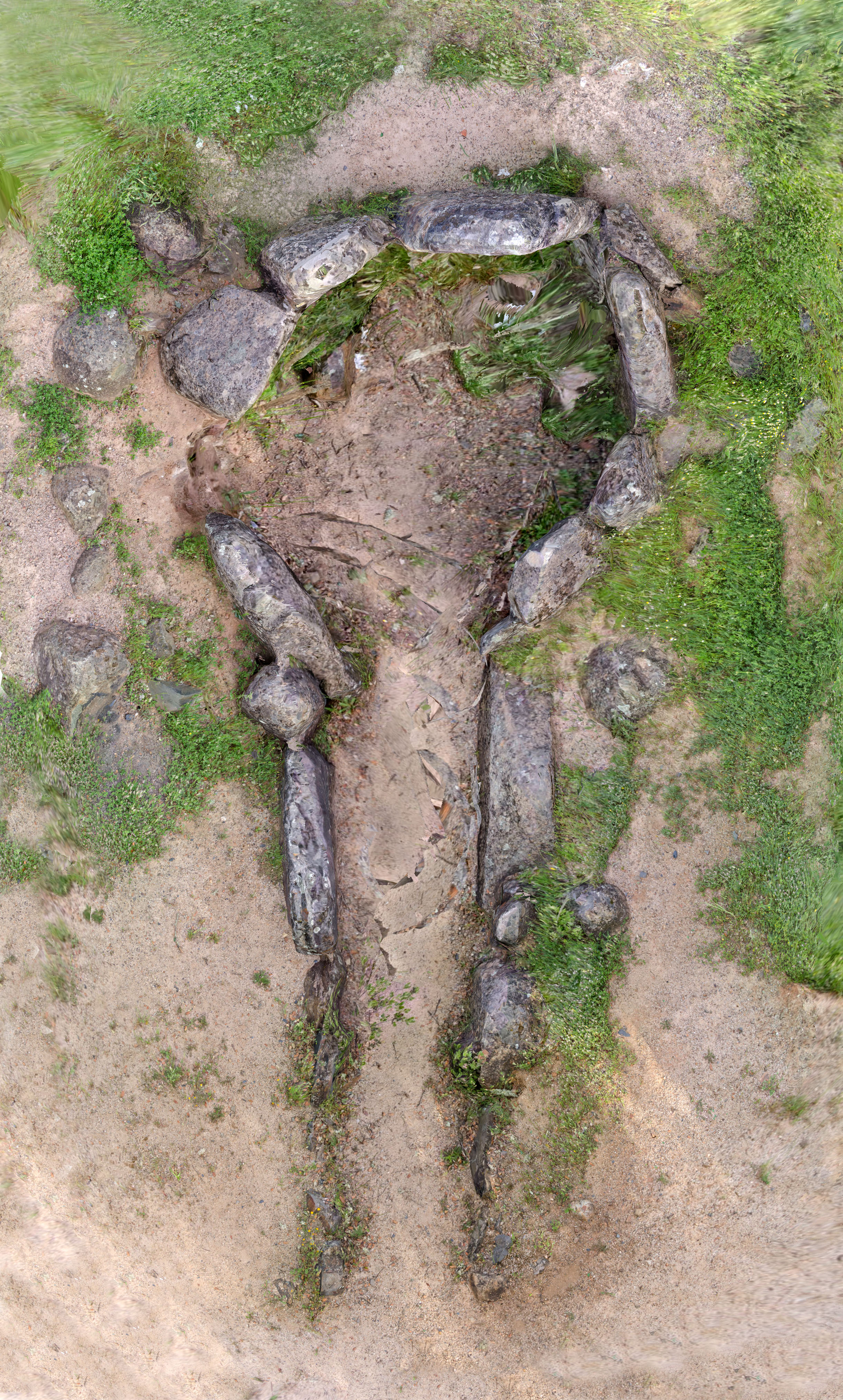
Dolmen de Carmonita

Iglesia parroquial católica de Santa María Magdalena, en la archidiócesis de Mérida-Badajoz.
Dolmen de Carmonita. Es un dolmen de corredor simple de mediano tamaño de 4 m aproximadamente. Tiene una cámara circular de 3 m de diámetro aproximadamente, la forman 10 ortostatos de bloques de granito. Le faltan los ortostatos que lo cubrían.
Ermita de San Isidro (año de construcción 2016).